# باربرا ماسون
باربرا ماسون (بالإنجليزية: Barbara Mason)‏ هي موسيقية ومغنية أمريكية، ولدت في 9 أغسطس 1947 في فيلادلفيا في الولايات المتحدة.

## وصلات خارجية
- الموقع الرسمي
- باربرا ماسون على موقع IMDb (الإنجليزية)
- باربرا ماسون على موقع ميوزك برينز (الإنجليزية)
- باربرا ماسون على موقع أول ميوزيك (الإنجليزية)
- باربرا ماسون على موقع ديسكوغز (الإنجليزية)